# Sleepy Princess in the Demon Castle
Sleepy Princess in the Demon Castle (jap. 魔王城でおやすみ Maōjō de oyasumi) – manga autorstwa Kagiji Kumanomaty, publikowana na łamach magazynu „Shūkan Shōnen Sunday” wydawnictwa Shōgakukan od maja 2016. Na jej podstawie studio Doga Kobo wyprodukowało serial anime, który był emitowany od października do grudnia 2020.

## Fabuła
Historia opowiada o życiu księżniczki Syalis, która została porwana przez Króla Demonów, i jej dążeniu do tego, by spać spokojnie podczas niewoli. Pomimo najlepszych starań Króla Demonów, księżniczka, która jest zmęczona stresem królewskiego życia, obraca swoje porwanie w wakacje i jest obojętna na sytuację.

## Bohaterowie
- Księżniczka Syalis (jap. スヤリス姫 Suyarisu hime) / Aurora Sya Lis Goodereste (jap. オーロラ・栖夜・リース・カイミーン Ōrora Suya Rīsu Kaimīn)

Seiyū: Inori Minase 
- Król Demonów Tasogare (jap. 魔王タソガレ Maō Tasogare)

Seiyū: Yoshitsugu Matsuoka 
- Demoniczny kapłan (jap. あくましゅうどうし Akuma Shūdōshi)

Seiyū: Kaito Ishikawa 
- Akatsuki (jap. アカツキ)

Seiyū: Hiro Shimono 
- Hari Toge Majiro (jap. はりとげマジロ)

Seiyū: Rikiya Koyama 
- Frankenzombie (jap. フランケンゾンビ Furankenzonbi)

Seiyū: Kōichi Sōma 
- Minotaur (jap. ミノタウロス Minotaurosu)

Seiyū: Masashi Yamane 
- Yashiki Teshita Goburin (jap. やしき手下ゴブリン)

Seiyū: Shinya Takahashi 
- Reddo Shiberian-Kai (jap. レッドシベリアン・改)

Seiyū: Chikahiro Kobayashi 
- Obake Furoshiki (jap. おばけふろしき)

Seiyū: Kōichi Sōma 
- Poseidon (jap. ポセイドン)

Seiyū: Takeo Ōtsuka 
- Kaen doku Ryū (jap. かえんどくりゅう)

Seiyū: Takaya Kuroda 
- Neo Alraune (jap. ネオアルラウネ Neo Aruraune)

Seiyū: Sayaka Ōhara 
- Alazif (jap. アラージフ Arājifu)

Seiyū: Ayane Sakura 
- Shizā Majishan (jap. シザーマジシャン)

Seiyū: Junichi Suwabe 
- Harpy (jap. ハーピィ Hāpī)

Seiyū: Ayaka Ōhashi 
- Hades (jap. ハデス Hadesu)

Seiyū: Kishō Taniyama 
- Suima (jap. 睡魔)

Seiyū: Shin’ichirō Miki 
- Sakkyun (jap. さっきゅん)

Seiyū: Ari Ozawa 
- Królowa Nemlis (jap. カイミーンの女王 Kaimīn no Joō)

Seiyū: Saori Hayami 

## Manga
Pierwszy rozdział mangi został opublikowany 11 maja 2016 w magazynie „Shūkan Shōnen Sunday”. Następnie wydawnictwo Shōgakukan rozpoczęło zbieranie rozdziałów do wydań w formacie tankōbon, których pierwszy tom ukazał się 16 września tego samego roku. Według stanu na 18 lipca 2023, do tej pory wydano 25 tomów.
16 października 2020 został wydany oficjalny fanbook serii.
| Nr | Data wydania (język japoński) | ISBN (język japoński)  |
| -- | ----------------------------- | ---------------------- |
| 1  | 16 września 2016              | ISBN 978-4-09-127342-0 |
| 2  | 18 stycznia 2017              | ISBN 978-4-09-127488-5 |
| 3  | 18 kwietnia 2017              | ISBN 978-4-09-127560-8 |
| 4  | 18 lipca 2017                 | ISBN 978-4-09-127669-8 |
| 5  | 18 października 2017          | ISBN 978-4-09-127860-9 |
| 6  | 18 stycznia 2018              | ISBN 978-4-09-128073-2 |
| 7  | 12 kwietnia 2018              | ISBN 978-4-09-128227-9 |
| 8  | 17 sierpnia 2018              | ISBN 978-4-09-128381-8 |
| 9  | 16 listopada 2018             | ISBN 978-4-09-128577-5 |
| 10 | 18 lutego 2019                | ISBN 978-4-09-128801-1 |
| 11 | 17 maja 2019                  | ISBN 978-4-09-129157-8 |
| 12 | 18 września 2019              | ISBN 978-4-09-129332-9 |
| 13 | 17 stycznia 2020              | ISBN 978-4-09-129546-0 |
| 14 | 16 kwietnia 2020              | ISBN 978-4-09-129563-7 |
| 15 | 17 lipca 2020                 | ISBN 978-4-09-850162-5 |
| 16 | 16 października 2020          | ISBN 978-4-09-850270-7 |
| 17 | 18 grudnia 2020               | ISBN 978-4-09-850366-7 |
| 18 | 18 maja 2021                  | ISBN 978-4-09-850525-8 |
| 19 | 18 sierpnia 2021              | ISBN 978-4-09-850640-8 |
| 20 | 18 listopada 2021             | ISBN 978-4-09-850729-0 |
| 21 | 17 marca 2022                 | ISBN 978-4-09-850869-3 |
| 22 | 17 czerwca 2022               | ISBN 978-4-09-851146-4 |
| 23 | 18 października 2022          | ISBN 978-4-09-851346-8 |
| 24 | 16 marca 2023                 | ISBN 978-4-09-851772-5 |
| 25 | 18 lipca 2023                 | ISBN 978-4-09-852613-0 |

## Anime
We wrześniu 2019 redakcja magazynu „Shūkan Shōnen Sunday” podała do wiadomości, że w oparciu o mangę powstanie telewizyjny serial anime. Seria została animowana przez studio Doga Kobo i wyreżyserowana przez Mitsue Yamazakiego. Scenariusz napisała Yoshiko Nakamura, postacie zaprojektowała Ai Kikuchi, a muzykę skomponowała Yukari Hashimoto. 12-odcinkowe anime było emitowane od 6 października do 22 grudnia 2020 w stacjach TV Tokyo, AT-X i BS TV Tokyo. Motywem otwierającym jest „Kaimin! Anmin! Syalist seikatsu” (jap. 快眠！安眠！スヤリスト生活) autorstwa Inori Minase, końcowym zaś „Gimmme!” w wykonaniu ORESAMA. Licencję na dystrybucję serii nabył Crunchyroll.